# Woodward-Fieser-Regeln
Woodward-Fieser-Regeln, benannt nach Robert Burns Woodward, Louis Frederick Fieser und Mary Fieser – auch bekannt als Woodward-Regeln – sind empirisch ermittelte Regeln, welche ein Vorhersage der Wellenlänge am Absorptionsmaximum λmax der π→π*-Bande von α,β-ungesättigten Carbonylverbindungen und von Dienen und Polyenen – insbesondere von Terpenen und Steroiden – erlauben. Sie haben sich als nützlich für die Analyse von UV-Spektren zur Strukturaufklärung vieler organisch-chemischer Verbindungen, insbesondere von Naturstoffen, erwiesen. Die Woodward-Fieser-Regeln sind ein Inkrementsystem. Das heißt, zu einem Basiswert des Stammchromophores werden je nach Substitution, Substitutionsmuster und anderen strukturellen Parametern, sowie dem Lösungsmittel spezifische Inkremente addiert. Das nach den Woodward-Fieser-Regeln theoretisch berechnete Absorptionsmaximum λmax der π→π*-Bande stimmt in der Regel mit einer Genauigkeit von etwa ± 10 nm mit dem experimentell ermittelten Wert überein.

## Woodward-Regeln
Robert Burns Woodward erforsche α,β-ungesättigte Carbonylverbindungen und stellte die ursprünglichen Regeln auf:
| Stammchromophor                   | λmax/nm |
| --------------------------------- | ------- |
| α,β-ungesättiger Aldehyd          | 210     |
| α,β-ungesättiges Keton            | 215     |
| α,β-ungesättiger Carbonsäureester | 295     |
| Cyclopentenon                     | 202     |
| Cyclohexanon                      | 215     |

| strukturelle Merkmale                                                                       | Δλmax/nm |
| ------------------------------------------------------------------------------------------- | -------- |
| je zusätzlich konjugierte Doppelbindung                                                     | + 30     |
| je exocyclische Doppelbindung (von einem Ring weg, kann auch Teil eines Nachbarringes sein) | + 05     |
| je homoanulare Cyclodien-Teilstruktur im konjugierten System                                | + 039    |

| Lösungsmittel | Δλmax/nm |
| ------------- | -------- |
| Wasser        | − 08     |
| Methanol      | − 01     |
| Ethanol       | − 01     |
| Chloroform    | ± 0      |
| 1,4-Dioxan    | + 05     |
| Diethylether  | + 07     |
| n-Hexan       | + 11     |
| Cyclohexan    | + 11     |

Der Einfluss der Substituenten, und damit die Inkremente, ist positionsabhängig:
| α-Substituenten     | Δλmax/nm |
| ------------------- | -------- |
| je Alkoxygruppe     | + 35     |
| je Alkylgruppe      | + 10     |
| je Bromgruppe       | + 25     |
| je Carbonsäureester | + 06     |
| je Chlorgruppe      | + 15     |
| je Hydroxygruppe    | + 35     |

| β-Substituenten     | Δλmax/nm |
| ------------------- | -------- |
| je Alkoxygruppe     | + 30     |
| je Alkylgruppe      | + 12     |
| je Bromgruppe       | + 30     |
| je Carbonsäureester | + 06     |
| je Chlorgruppe      | + 12     |
| je Dialkylaminrest  | + 95     |
| je Hydroxygruppe    | + 30     |
| je Thioethergruppe  | + 85     |

| γ-Substituenten     | Δλmax/nm |
| ------------------- | -------- |
| je Alkoxygruppe     | + 17     |
| je Alkylgruppe      | + 18     |
| je Bromgruppe       | + 30     |
| je Carbonsäureester | + 06     |
| je Chlorgruppe      | + 12     |
| je Hydroxygruppe    | + 50     |

| höhere Substituenten | Δλmax/nm |
| -------------------- | -------- |
| je Alkylgruppe       | + 18     |
| je Bromgruppe        | + 30     |
| je Carbonsäureester  | + 06     |
| je Chlorgruppe       | + 12     |

## Fieser-Regeln
Louis Frederick Fieser und Mary Fieser untersuchten Diosterole und ermittelten Regeln, um Vorhersagen für die Wellenlänge am Absorptionsmaximum λmax zu treffen.
Zur Berechnung der Wellenlänge am Absorptionsmaximum von Dienen und Polyenen kann folgende Tabelle dienen:
| Stammchromophor                                                                             | λmax/nm |
| ------------------------------------------------------------------------------------------- | ------- |
| acyclisches Dien                                                                            | 217     |
| homoannulares, cyclisches Dien (zwei konjugierte Doppelbindungen im gleichen Ring)          | 253     |
| heteroannulares, cyclisches Dien (zwei konjugierte Doppelbindungen verteilt auf zwei Ringe) | 214     |

| strukturelle Merkmale                                                                                               | Δλmax/nm |
| --- | -------- |
| je zusätzlich konjugierte, acyclische Doppelbindung                                                                 | + 30     |
| je zusätzlich konjugierte, endocyclische Doppelbindung                                                              | + 30     |
| je zusätzlich konjugierte, exocyclische Doppelbindung (von einem Ring weg, kann auch Teil eines Nachbarringes sein) | + 35     |

| Substituenten                          | Δλmax/nm |
| -------------------------------------- | -------- |
| je Alkoxygruppe                        | + 06     |
| je Alkylgruppe                         | + 05     |
| Carbonsäureester haben keinen Einfluss | ± 0      |
| je Dialkylaminrest                     | + 60     |
| je Halogen (Chlor, Brom)               | + 10     |
| je Phenoxygruppe                       | + 18     |
| je Thioethergruppe                     | + 30     |

Lösungsmittel haben praktisch keinen Einfluss auf die Wellenlänge und können daher vernachlässigt werden.

### Beispielberechnungen
|                                                                                       | Stammchromophor 1,3-Butadien: Dien mit zwei konjugierten C=C-Doppelbindungen | Heteroannulares Dien – zwei konjugierte C=C-Doppelbindungen auf zwei Ringe verteilt | Homoannulares Dien – zwei konjugierte C=C-Doppelbindungen in einem Ring | Heteroannulares Trien – drei konjugierte C=C-Doppelbindungen auf drei Ringe verteilt |
| ------------------------------------------------------------------------------------- | ---------------------------------------------------------------------------- | ----------------------------------------------------------------------------------- | ----------------------------------------------------------------------- | ------------------------------------------------------------------------------------ |
| Stammchromophor (Dien): λmax                                                          | 217 nm                                                                       | 214 nm                                                                              | 253 nm                                                                  | 214 nm                                                                               |
| zusätzliche Konjugation durch eine C=C-Doppelbindung im C-Ring des Steroids: je 30 nm | 0 nm                                                                         | 0 nm                                                                                | 0 nm                                                                    | + 1 · 30 nm = 30 nm                                                                  |
| exocyclische Doppelbindung am *-markierten Kohlenstoffatom: je 5 nm                   | 0 nm                                                                         | + 1 · 5 nm = 5 nm                                                                   | + 1 · 5 nm = 5 nm                                                       | + 3 · 5 nm = 15 nm                                                                   |
| Alkylsubstituenten (markiert mit ----): je 5 nm                                       | 0 nm                                                                         | + 3 · 5 nm = 15 nm                                                                  | + 3 · 5 nm = 15 nm                                                      | + 5 · 5 nm = 25 nm                                                                   |
| Summe = λmax (berechnet)                                                              | 217 nm                                                                       | 234 nm                                                                              | 273 nm                                                                  | 284 nm                                                                               |
| λmax (gemessen, Steroide)                                                             | 217,5 nm                                                                     | 235 nm                                                                              | 275 nm                                                                  | 283 nm                                                                               |

## Fieser-Kuhn-Regel
Die Fieser-Regel gilt nur für kurze Polyene. Bei längeren π-Systemen, wie sie beispielsweise in Carotinen zu finden sind, weichen die theoretischen Werte stärker von den tatsächlichen Werten ab. Die Fieser-Kuhn-Regel kann diesen Fehler beheben. Nach ihr lässt sich die Wellenlänge am Absorptionsmaximum λmax sowie die Absorption εmax wie folgt berechnen:
{\displaystyle m}… Anzahl der Alkylgruppen
{\displaystyle n}… Länge des π-Systemes
{\displaystyle R_{\text{endo}}}… Anzahl der endocyclischen Doppelbindungen
{\displaystyle R_{\text{exo}}}… Anzahl der exocyclischen Doppelbindungen
{\displaystyle \lambda _{\text{max}}=\left(114{,}0+5{,}0\cdot m+48{,}0\cdot n-1{,}7\cdot n^{2}-16{,}5\cdot R_{\text{endo}}-10{,}0\cdot R_{\text{exo}}\right)\,{\text{nm}}}
{\displaystyle \varepsilon _{\text{max}}=1{,}74\cdot 10^{4}\cdot n}